# Там, где течёт река
«Там, где течёт река» (англ. A River Runs Through It; другое название — «И катит воды река») — кинофильм, драма режиссёра Роберта Редфорда. Экранизация одноимённого рассказа Нормана Маклина. Премьера фильма состоялась 9 октября 1992 года.

## Сюжет
Действие фильма происходит в США в начале XX века в маленьком городке на реке Биг Блэкфут, штат Монтана. Двое братьев — Норман и Пол растут в строгой семье пресвитерианского священника. Утром они зубрят в школе библейские заповеди, а днём отдаются своему увлечению — рыбалке.
Проходят годы. Пол становится репортёром местной газеты. Норман — преподавателем литературы. У братьев совершенно разный характер. Норман спокойный и уравновешенный человек, живущий по заведённому порядку. У Пола необузданный и непредсказуемый нрав и время он предпочитает проводить в кутежах и пьянках. Тем не менее их объединяет одна детская страсть к ловле рыбы нахлыстом.

## В ролях
- Крэйг Шеффер — Норман Маклин
- Брэд Питт — Пол Маклин
- Том Скерритт — преподобный Маклин
- Бренда Блетин — миссис Маклин
- Эмили Ллойд — Джесси Бёрнс
- Эдди Макларг — миссис Бёрнс
- Стивен Шеллен — Нил Бёрнс
- Николь Бёрдетт — Мэйбл
- Джозеф Гордон-Левитт — юный Норман
- Роберт Редфорд — рассказчик

## Награды и номинации

### Награды
- 1993 — премия «Оскар» за лучшую операторскую работу (Филипп Руссело)
- 1993 — премия «Молодой актёр» лучшему актёру младше десяти лет (Джозеф Гордон-Левитт)

### Номинации
- 1993 — две номинации на премию «Оскар»: лучший адаптированный сценарий (Ричард Фриденберг), лучшая музыка к фильму (Марк Айшем)
- 1993 — номинация на премию «Золотой глобус» за лучшую режиссёрскую работу (Роберт Редфорд)
- 1994 — номинация на премию «Грэмми» за лучшую инструментальную композицию для фильма (Марк Айшем)